# Ernst von Wrisberg
Ernst von Wrisberg (ur. 2 sierpnia 1862 w Schwerinie, zm. 1 kwietnia 1927 w Berlinie) – niemiecki generał major armii cesarskiej. Od 1920 roku był przewodniczącym zarządu głównego Hakaty. 
Szef sztabu, w stopniu podpułkownika, XVII Korpusu Armii stacjonującego w Gdańsku. Następnie objął stanowisko szefa Generalnego Departamentu Wojny w pruskim ministerstwie wojny. Uczestnik I wojny światowej. Przeszedł w stan spoczynku 8 lipca 1919 w stopniu generała majora.
Przez wiele lat służył wojskowo na wysokich stanowiskach w Poznańskiem i Prusach Zachodnich; z tego względu uchodził w środowisku Hakaty za znawcę polsko-niemieckich stosunków narodowych. Opinia ta przeważyła w wyborze Wrisberga na następcę Heinricha Tiedemanna na stanowisko przewodniczącego zarządu głównego Hakaty w 1920.
W swoich założeniach programowych chciał uczynić z Hakaty niezależne „sumienie” rządu niemieckiego, pilnujące, by stosunki dwustronne niemiecko-polskie nie ulegały poprawie. Zmarł na atak serca w trakcie antypolskiego wystąpienia. O poparciu rządu dla jego działalności świadczył uroczysty charakter pogrzebu, z pełnymi honorami wojskowymi i udziałem prezydenta Paula von Hindenburga.

## Odznaczenia
Odznaczenia gen. von Wrisberga to między innymi:
- Order Orła Czerwonego IV klasy z koroną (Prusy)
- Order Królewski Korony III klasy (Prusy)
- Odznaka Służby Wojskowej (Prusy)
- Kawaler 2 klasy Orderu Lwa Zeryngeńskiego (Badenia)
- Oficer IV klasy Orderu Zasługi Wojskowej z koroną (Bawaria)
- Krzyż Zasługi Orderu Gryfa (Meklemburgia)
- Kawaler I klasy Orderu Alberta (Saksonia)
- Kawaler I klasy Orderu Ernestyńskiego (Saksonia)